# Daniel Herskedal

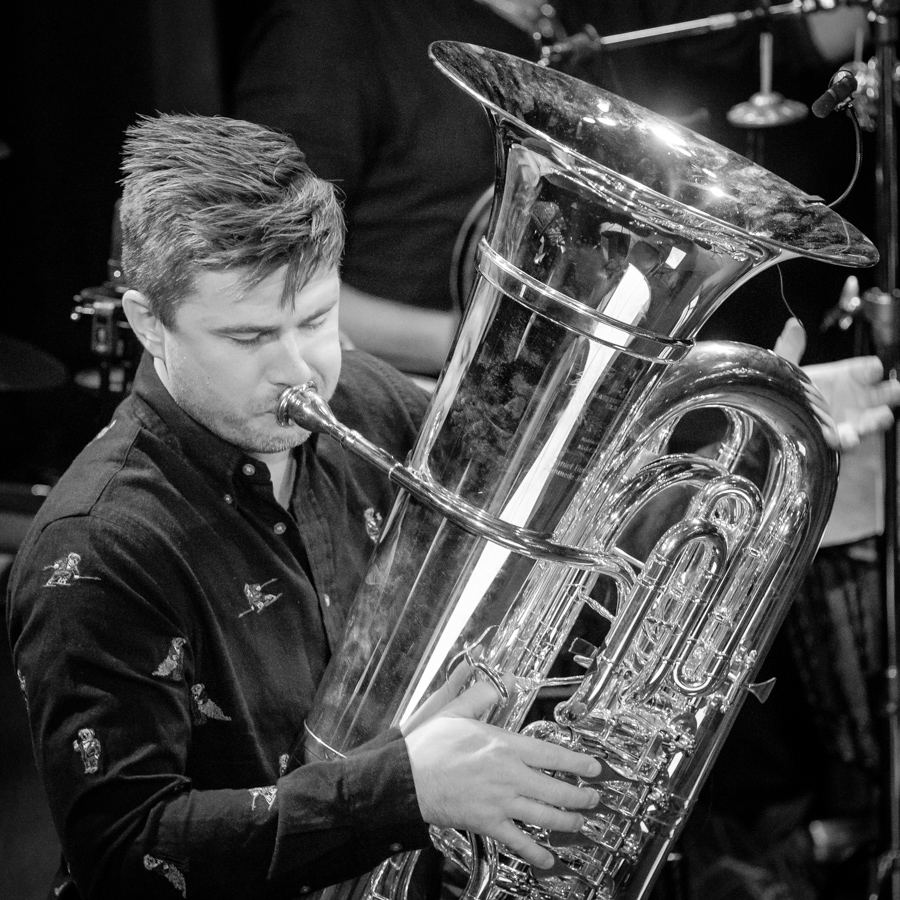
Daniel Herskedal (2017)

Daniel Herskedal (Molde, 2 april 1982) is een Noorse tubaïst en componist.
Herskedal studeerde aan conservatoria in Trondheim en Kopenhagen. Hij speelde in de groep StoRMChaser van Django Bates, waarvan onder meer saxofonist Marius Neset deel uitmaakte. Hij is freelance-muzikant en werkt in verschillende groepen, zoals Magic Pocket, Trondheim Jazz Orchestra en een trio met Bert Lochs en Dirk Balthaus. Ook treedt hij solo op. In 2010 verscheen zijn eerste cd.
Herskedal geeft les aan Rhythmic Music Conservatory. 

## Discografie
als leider:
- City Stories, NorCD/Musikkoperatørene, 2010

Lochs/Balthaus/Herskedal:
- Lochs/Balthaus/Herskedal, Music Under Construction, 2009
- Choices, Berthold Records, 2012

met Marius Neset:
- Neck of the Woods, Edition Records, 2012